# Дагбашян, Самсон Агабекович
Самсо́н Агабе́кович Дагбашя́н (арм. Սամսոն Աղաբեկի Դաղբաշյան; 1917—2005) — советский, армянский педагог. Герой Социалистического Труда (1968). Народный учитель СССР (1983).

## Биография
Родился 23 января 1917 года в селе Калача (ныне — село Бердаван Тавушской области Республики Армения).
Закончил семилетнюю сельскую школу Калачы. Ещё со школьной скамьи мечтал стать учителем.
По окончании школы поступил в Кироваканский педагогический техникум, который окончил в 1937 году. Преподаватель математики техникума Григор Ахумян отметил его большие способности к этой науке и хотел, вопреки предпочтениям ученика, чтобы тот избрал учёное поприще.
В 1937 году был распределён на работу учителем математики в школу деревни Цагкашат Алавердского района. В 1939—1940 годах учительствовал в Ахпатской сельской школе Алавердского района. С 1940 года до декабря 1941 года работал учителем математики в школе села Кохб Ноемберянского района.
В конце 1930-х годов поступил на заочное отделение Армянского государственного педагогического института, но продолжению учёбы помешала война.
20 сентября 1941 года был призван в ряды РККА. С января 1942 года служил в должности пулемётчика 860-го стрелкового полка 283-й стрелковой дивизии на Брянском фронте. 22 марта 1942 года под Орлом был тяжело ранен в ногу, но не оставил поле боя, за что был отмечен благодарностью командира дивизии. После ранения был демобилизован — из-за начавшейся газовой гангрены раненую ногу пришлось ампутировать выше колена. За боевые заслуги был награждён орденами Отечественной войны 1-й и 2-й степени, а также медалями.
После выздоровления, в 1943 году продолжил учительскую деятельность в средней школе села Кохб. По отзыву директора школы, был хорошим преподавателем и не жалел сил для обучения молодёжи математическим знаниям, а также с большим энтузиазмом вёл среди учащихся воспитательную работу. Одновременно с работой в школе сам продолжал учиться, и в 1944 году окончил физико-математический факультет Армянского государственного педагогического института.
В 1953 году переехал в Ереван и перешёл на работу учителем математики в Ереванскую среднюю школу № 40 им. К. Ворошилова (ныне носит имя Аршавира Шаваршяна). За короткое время приобрёл широкую известность среди учителей ереванских школ — его педагогическая деятельность способствовала развитию интереса к математике среди его учеников, в результате последние демонстрировали более высокую успеваемость по этой дисциплине. В частности, под его руководством ученики изготавливали различные инструменты, макеты геометрических фигур и тел, которые мало отличались от изготовленных промышленным способом. Его подопечные с лёгкостью чертили рисунки к задачам по геометрии, а сами задачи решали без ошибок, поясняя свои решения необходимыми объяснениями. Под его наставничеством ученики составляли на уроках собственные задачи или усложняли задачи из задачников. С. Дагбашян придавал большое значение так называемым «письменным летучкам» — математическим задачам, которые нужно решить за 10—15 минут. В школе организовал математический кружок, который издавал собственную стенгазету «Юный математик»; его трудами был создан образцовый кабинет математики, способствовавший развитию у учеников умения применять математические знания в жизни. По воспоминаниям учеников, учитель всячески помогал им в нахождении необходимой литературы. Также был руководителем школьного методического объединения учителей математики, помогал коллегам в вопросах методологии преподавания. В 1959 году был удостоен почётного звания заслуженного учителя Армянской ССР. Министерством просвещения Армянской ССР был отмечен медалью имени Хачатура Абовяна.
В 1962 году перешёл на работу в Ереванскую среднюю школу № 3 им М. Абегяна (сейчас — Старшая школа № 3 имени М. Абегяна при НУАСА), в которую был приглашён выправить успеваемость в классах с углублённым изучением математики. В них, помимо, собственно, углублённого изучения математики, преподавал также физику и астрономию. В результате его успешной педагогической деятельности значительная часть учеников школы поступала в высшие технические учебные заведения страны, многие ученики участвовали в олимпиадах по математике различного уровня. Помимо педагогической деятельности, также принимал активное участие в жизни школы: организовывал различные вечера, пионерские сборы.
Указом Президиума Верховного Совета СССР от 1 июля 1968 года за большие заслуги в деле обучения и коммунистического воспитания учащихся Самсону Агабековичу Дагбашяну было присвоено звание Героя Социалистического Труда с вручением ордена Ленина и золотой медали «Серп и Молот». В 1983 году указом Президиума Верховного Совета СССР от 3 февраля за особые заслуги в обучении и коммунистическом воспитании учащихся он был удостоен звания народного учителя СССР.
В Ереванской средней школе № 3 имени Манука Абегяна Дагбашян проработал вплоть до выхода на пенсию в 2003 году.
Активно занимался общественной работой. Участвовал во Всесоюзном съезде учителей в Москве (с 28 по 30 июня 1978 года). Систематически изучая методическую и специальную литературу, успешно участвовал в работе по внедрению новых программ и учебников, которая велась в республике. Был инициатором научно-практических конференций учителей, является автором статей в республиканских и всесоюзных методических журналах.
Избирался депутатом Ереванского городского Совета народных депутатов, был членом методического совета при Министерстве просвещения Армянской ССР, членом редакционной коллегии журнала «Математика и физика в школе», выходящего на армянском языке (арм. «Մաթեմատիկան և ֆիզիկան դպրոցում»). Он часто входил в состав жюри республиканских математических олимпиад.
Самсон Агабекович Дагбашян скончался в 2005 году в Ереване. Похоронен на Шаумянском кладбище.

## Особенности методики
Методика преподавания педагога состояла в том, что во время урока он успешно совмещал исследовательскую работу с эвристической беседой с учениками. Он создавал проблемные ситуации, которые часто преобразовывались в моменты всеобщей напряжённой умственной работы учеников. Согласно Дагбашяну, в подобных ситуациях необходимо, чтобы задания вызывали у учащихся интерес и были необычными и нестандартными, кроме того, поиск ответа должен требовать логического мышления. Педагог комментировал решение задания таким образом, чтобы оно вызвало у учащихся радость познания и открытия. Он придавал большое значение самостоятельной, индивидуальной и дифференцированной формам работы с учащимися, но никогда не навязывал свой вариант или способ решения задачи, чаще всего он только направлял поиски учащихся в нужное русло и добивался того, что они сами находили верное решение.
Его педагогическая деятельность была высокоэффективной и привела к хорошим результатам: его ученики, все почти без исключения, поступали в высшие учебные заведения страны, требующие серьёзных математических знаний. Среди них известные учёные, в том числе и математики, инженеры, педагоги, государственные деятели. Особенно усердно учитель работал с учениками, которые были сильно увлечены предметом. В результате этого многие его ученики завоёвывали на республиканских математических олимпиадах дипломы первой, второй и третьей степеней, некоторые с успехом принимали участие во Всесоюзных олимпиадах школьников по математике.

## Награды и звания
- Герой Социалистического Труда (1968) — за большие заслуги в деле обучения и коммунистического воспитания учащихся[19][21]
- Заслуженный учитель Армянской ССР (1959)[7][12][2]
- Народный учитель СССР (1983) — за особые заслуги в обучении и коммунистическом воспитании учащихся[20][7][21]
- Орден Ленина (1968)
- Орден Отечественной войны 1 степени (1985)[28]
- Орден Отечественной войны 2 степени (1951)[10]
- Медаль «За трудовое отличие» (1949) — за выслугу 10 лет и безупречную работу[29].
- Медаль «За победу над Германией в Великой Отечественной войне 1941—1945 гг.»[10]
- Медаль «За доблестный труд в Великой Отечественной войне 1941—1945 гг.»[10]
- Медаль имени Хачатура Абовяна — за заслуги перед школой и педагогической наукой[9][18].

## Память
- 2 ноября 2011 года, в переоткрытом после восстановительных ремонтных работ здании Ереванской старшей школы № 3 им. М. Абегяна, в которой свыше 40 лет преподавал С. Дагбашян, была открыта аудитория его имени[30].